# 阿隆泰
阿隆泰（義大利語：Alonte），是意大利威尼托大区维琴察省的一个市镇。总面积10平方公里，人口1625人，人口密度162.5人/平方公里（2009年）。国家统计（ISTAT）代码为024003。